# Cerdistus novus
Cerdistus novus là một loài ruồi trong họ Asilidae. Cerdistus novus được Lehr miêu tả năm 1995. Loài này phân bố ở vùng Cổ Bắc giới.